# Karoshi
Karoshi (過労死?, karōshi, lett. "morte da superlavoro") è un termine giapponese che si riferisce a una morte improvvisa legata all'impiego lavorativo. È riportato nelle statistiche delle cause di morte.

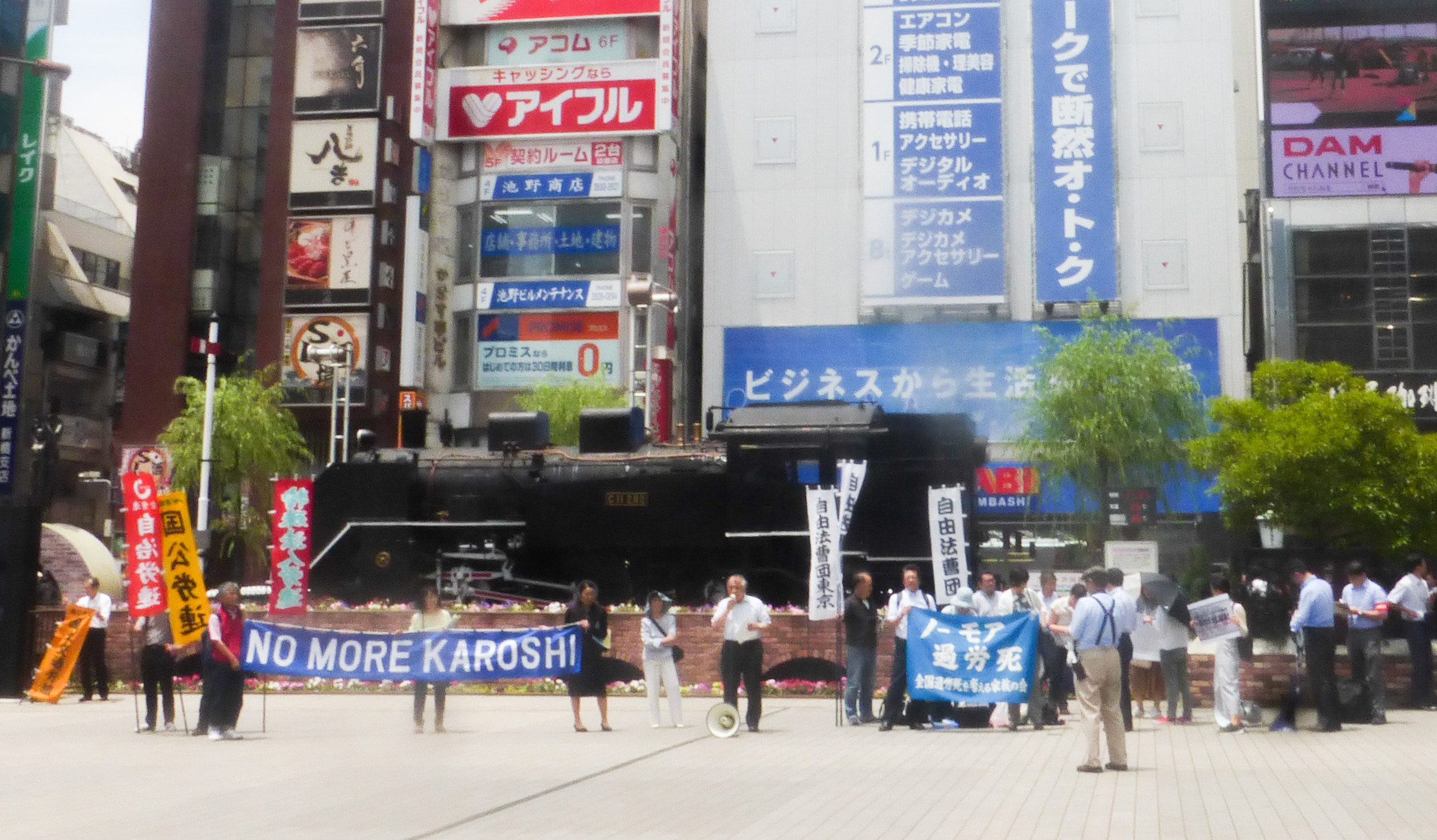
Una manifestazione contro il karōshi a Tokyo nel 2018

Le cause mediche più comuni del karoshi sono infarti e ictus dovuti a stress e malnutrizione o digiuno. Lo stress mentale del luogo di lavoro può anche portare i lavoratori a suicidarsi, fenomeno noto come karōjisatsu (過労自殺?).
Sebbene il termine sia giapponese, casi simili sono diffusi in altre parti dell'Asia e, generalmente, in tutto il mondo avvengono morti dovute a eccesso di lavoro. Ad esempio, in Svezia dove vigono forti regolamentazioni nell'ambito, annualmente circa 770 lavoratori dipendenti muoiono per troppo lavoro. Si prevede tuttavia che il bilancio delle vittime aumenti nel futuro.

## Storia del fenomeno sociale

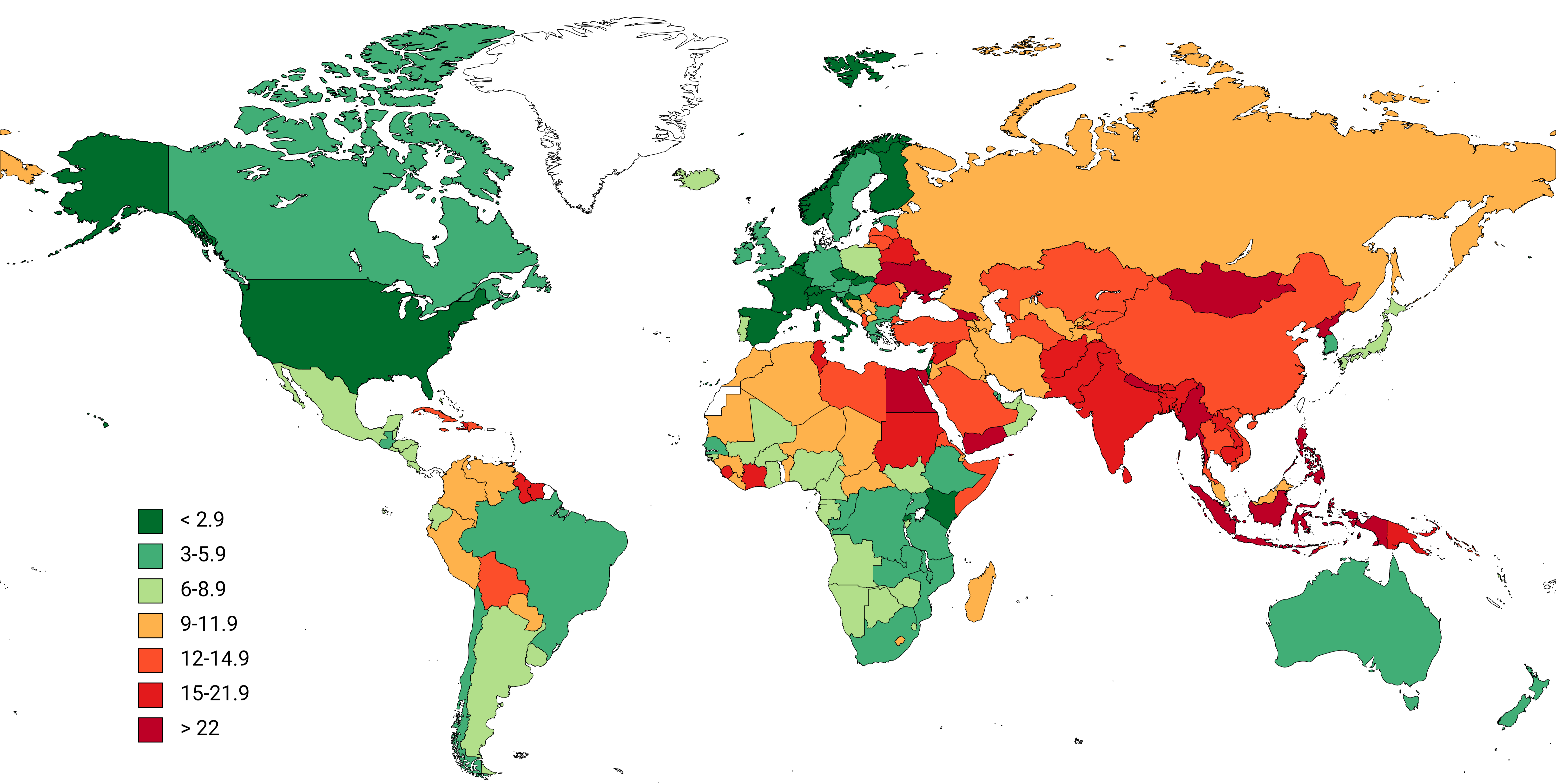
Morti da eccesso di lavoro ogni 100,000 persone (15+)

Il primo caso di karoshi è stato segnalato nel 1969 con la morte di un operaio di 29 anni nel reparto trasporti di un giornale giapponese.
Nel 1987, mentre l'interesse pubblico sulla questione era aumentato, il ministero del lavoro giapponese ha cominciato a pubblicare le statistiche sul karoshi. L'espansione economica internazionale delle multinazionali giapponesi ha diffuso oltreconfine la nozione di karoshi, verso paesi quali la Cina, la Corea e Taiwan. Particolare scalpore, inoltre, ha fatto il caso di Miwa Sado, una trentunenne reporter della televisione pubblica giapponese NHK, morta nel luglio 2013 dopo aver svolto 159 ore di straordinario in un mese (e solo dopo quattro anni la NHK ha dovuto rivedere le norme contrattuali in merito).